# Лель (обувная фабрика)
Обувная фабрика «Лель» — фабрика по производству обуви, крупнейшее предприятие лёгкой промышленности Волго-Вятского региона и России. Главные производственные площади расположены в городе Киров. Является членом РСКО.

## История
Обувная фабрика «Лель» была основана в 1997 году.

## Деятельность
Основной вид деятельности — производство детской и подростковой обуви торговой марки «Лель». Особенностью производства является изготовление обуви исключительно из натуральных материалов. Обувная фабрика «Лель» выпускает около 1 000 цветомоделей обуви с 19 по 43 размер для детей и школьников на все сезоны: зимняя, осенне-весенняя, летняя. Предлагаемый ассортимент включает в себя ясельную, малодетскую, дошкольную, школьную обувь для девочек и мальчиков.
В 2006 году руководством «Лель» было принято решение о расширении ассортимента выпускаемой продукции. На производственных площадях фабрики была запущена линия по изготовлению рабочей обуви и обуви специального назначения под торговой маркой «ROVERBOOTS».
В 2010 году, в связи с расширением производства, был открыт дополнительный цех в городе Нолинск. На сегодняшний день фабрика имеет возможность выпускать и реализовывать более 50 000 пар обуви литьевого метода крепления.